# Kosraebrillenvogel
Der Kosraebrillenvogel (Zosterops cinereus) ist eine Singvogelart aus der Familie der Brillenvögel (Zosteropidae). Er ist auf der Karolinen-Insel Kosrae endemisch.

## Merkmale
Der Kosraebrillenvogel erreicht eine Körperlänge von 10 bis 11 cm. Die Oberseite der adulten Vögel ist schmutzigaschgrau. Oberkopf und Oberflügeldecken sind mausgrau. Der undeutliche weiße Augenring ist sehr schmal und fehlt oft. Die Unterseite ist schmutzig hellaschgrau, ebenso der Zügel. Die Flanken und die Brustseiten sind etwas dunkler als die übrige Unterseite. Der Schnabel ist dunkelbraun, die Füße gelblichgrau und die Iris ist braun. Bei den juvenilen Vögeln ist der Schnabel horngelb mit einer dunklen Spitze am Oberschnabel und das Gefieder ist dunkler.

## Lautäußerungen
Der Gesang wurde bisher nicht aufgezeichnet. Wahrscheinlich besteht er aus einer Sequenz von mehreren unterschiedlichen Zwitscher-Lauten. Der Ruf besteht aus einem meist kurzen ziemlich lauten Zirpen, das dem des Haussperlings ähnlich ist.

## Lebensraum und Lebensweise
Der Kosraebrillenvogel bewohnt bewachsene Lebensräume. Die Nahrung besteht aus Beeren und Samen, die zwischen Zweigen und Blättern in Büschen oder kleinen Bäumen aufgesammelt werden. Vermutlich gehören auch Insekten zum Nahrungsspektrum. Der Kosraebrillenvogel ist einzeln oder paarweise anzutreffen, aber auch in lauten, zänkischen Schwärmen. Eltern bei der Jungenaufzucht, wurden im Februar beobachtet. Weitere Informationen über das Fortpflanzungsverhalten sind nicht bekannt.

## Systematik
Der Kosraebrillenvogel und der Pohnpeibrillenvogel (Zosterops ponapensis) galten früher als konspezifisch und wurden als Kittlitzbrillenvogel (Zosteropos cinereus) bezeichnet. 2016 wurden beide Taxa als eigenständige Arten abgespalten.

## Status
Der Kosraebrillenvogel wird von IUCN in die Kategorie „nicht gefährdet“ (least concern) gelistet. Obwohl er ein kleines Verbreitungsgebiet hat, wird sein Bestand als stabil betrachtet.